# کنتارو ساکاگوچی
کنتارو ساکاگوچی (ژاپنی: 坂口 健太郎 هپبورن: Sakaguchi Kentarō , زادهٔ ۱۱ ژوئیه ۱۹۹۱) بازیگر و مدل ژاپنی است. او در سال ۲۰۱۰ حرفه خود را به عنوان مدل در یک مجله آغاز کرد و سپس در سال ۲۰۱۴ به عنوان بازیگر زیر نظر Tristone Entertainment کارش را شروع کرد. از آثاری که در آنها ایفای نقش کرده‌است می‌توان به متاسفم، دوستت دارم، ۱۳ ارباب شوگون و آنچه بعد از عشق می‌آید اشاره کرد.